# Kreis Labiau
Der Kreis Labiau war ein Landkreis in Ostpreußen und bestand in der Zeit von 1818 bis 1945. Er lag an der südöstlichen Küste des Kurischen Haffs und seine Kreisstadt war die Stadt Labiau.

## Geschichte

### Königreich Preußen
Der größte Teil des Gebiets des Kreises Labiau gehörte seit der ostpreußischen Kreisreform von 1752 zum damaligen Kreis Tapiau, der die alten ostpreußischen Hauptämter Labiau, Tapiau und Taplacken umfasste. Zum Hauptamt Labiau gehörten 61 Orte.
Im Rahmen der preußischen Verwaltungsreformen ergab sich mit der „Verordnung wegen verbesserter Einrichtung der Provinzialbehörden“ vom 30. April 1815 die Notwendigkeit einer umfassenden Kreisreform in ganz Ostpreußen, da sich die 1752 eingerichteten Kreise als unzweckmäßig und zu groß erwiesen hatten. Zum 1. Februar 1818 wurde im Regierungsbezirk Königsberg der preußischen Provinz Ostpreußen aus dem nördlichen Teil des Kreises Tapiau der neue Kreis Labiau gebildet. Dieser umfasste die Kirchspiele Caymen, Deutsch Labiau, Gilge, Legitten, Litauisch Labiau, Laukischken und Popelken. Das Landratsamt war in Labiau.

Der Kreis Labiau in den Grenzen von 1818 bis 1945

Seit dem 3. Dezember 1829 gehörte der Kreis – nach dem Zusammenschluss der Provinzen Preußen und Westpreußen – zur neuen Provinz Preußen mit dem Sitz in Königsberg i. Pr.

### Deutsches Reich
Seit dem 1. Juli 1867 gehörte der Kreis zum Norddeutschen Bund und ab dem 1. Januar 1871 zum Deutschen Reich. Nach der Teilung der Provinz Preußen in die Provinzen Ostpreußen und Westpreußen wurde der Kreis Labiau am 1. April 1878 Bestandteil Ostpreußens.
Am 9. Januar 1884 wurde die Besitzung Michelau – eine Enklave im Kreis Wehlau – vom Kreis Labiau an den Kreis Wehlau abgetreten. Am 1. Juli 1891 wurden die Gutsbezirke Julienhöhe und Willmanns aus dem Landkreis Königsberg i. Pr. in den Kreis Labiau eingegliedert. Zum 30. September 1928 fand im Kreis Labiau entsprechend der Entwicklung im übrigen Preußen eine Gebietsreform statt, bei der die meisten Gutsbezirke aufgelöst und benachbarten Landgemeinden zugeteilt wurden. Um 1930 hatte der Kreis Labiau bei einer Gesamtfläche von 1066 Quadratkilometern rund 50.000 Einwohner.
Im Frühjahr 1945 wurde das Kreisgebiet durch die Rote Armee besetzt und kam danach unter sowjetische Verwaltung. Die ansässige deutsche Bevölkerung wurde, sofern sie nicht bereits geflüchtet war, in der Folge vertrieben. Heute gehört das ehemalige Kreisgebiet zur russischen Oblast Kaliningrad.

## Einwohnerentwicklung
| Jahr | Einwohner | Quelle |
| ---- | --------- | ------ |
| 1818 | 24.755    | [ 5 ]  |
| 1846 | 44.856    | [ 6 ]  |
| 1871 | 50.672    | [ 7 ]  |
| 1890 | 53.220    | [ 8 ]  |
| 1900 | 51.194    | [ 8 ]  |
| 1910 | 51.057    | [ 8 ]  |
| 1925 | 50.003    | [ 8 ]  |
| 1933 | 51.014    | [ 8 ]  |
| 1939 | 50.585    | [ 8 ]  |

## Politik

### Landräte
- 1818–183600von Cisielsky
- 1836–186900Friedrich von Negelein (1792–1873)
- 1869–187800Gustav von Heyer (1839–1923)
- 1878–188000Arthur von Knobloch (1825–1901) (kommissarisch)
- 18800000000Krantz (kommissarisch)
- 1880–189200Karl Robert-Tornow (1851–1892)
- 1892–189900Max Rötger (1860–1923)
- 1899–190700Karl Hesse
- 1907–191500Walter von Hippel (1872–1936)
- 1915–191800Georg Albert Bacmeister (1880–1918)
- 1918–192000Otto Constantin (1883–1928)
- 1920–192700Kurt Führer (1888–1955)
- 1927–193300Paul Josupeit (1891–1954)
- 1933–193900Ernst Penner (1883–1940)
- 19400000000Wilhelm Stursberg (vertretungsweise)
- 19400000000Artur Lebrecht (vertretungsweise)
- 19430000000Arnold Krampe (kommissarisch)
- 1943–194400Klaus von der Groeben (1902–2002) (vertretungsweise)
- 19440000000Gerhard Kohlhoff (vertretungsweise)
- 19450000000Arnold Krampe (1910–1983)

### Wahlen
Im Deutschen Kaiserreich bildete der Kreis Labiau zusammen mit dem Kreis Wehlau den Reichstagswahlkreis Königsberg 2.

### Kommunalverfassung
Der Kreis Labiau gliederte sich in eine Stadt, in Landgemeinden und Gutsbezirke. Mit Einführung des preußischen Gemeindeverfassungsgesetzes vom 15. Dezember 1933 gab es ab dem 1. Januar 1934 eine einheitliche Kommunalverfassung für alle Gemeinden. Mit Einführung der Deutschen Gemeindeordnung vom 30. Januar 1935 wurde zum 1. April 1935 das Führerprinzip auf Gemeindeebene durchgesetzt. Eine neue Kreisverfassung wurde nicht mehr geschaffen; es galt weiterhin die Kreisordnung für die Provinzen Ost- und Westpreußen, Brandenburg, Pommern, Schlesien und Sachsen vom 19. März 1881.

## Amtsbezirke
Neben der Stadt Labiau gab es im Kreis Labiau zwischen 1874 und 1945 34 Amtsbezirke:
| Name                                          | Änderungsname 1938–1946 |  | Name                                       | Änderungsname 1938–1946 |
| --------------------------------------------- | ----------------------- |  | ------------------------------------------ | ----------------------- |
| Bärwalde                                      |                         |  | Mehlauken                                  | Liebenfelde             |
| Bendiesen                                     |                         |  | Mettkeim                                   |                         |
| Droosden                                      |                         |  | Nemonien                                   | Elchwerder              |
| Geidlauken                                    | Heiligenhain            |  | Neuwiese bis 1930: Schaltischledimmen      |                         |
| Gertlauken                                    |                         |  | Obscherninken 1938–1946: Dachsfelde        | Korehlen                |
| Gilge                                         |                         |  | Pareyken 1938–1946: Goldberg               | Schakaulack             |
| Groß Baum                                     |                         |  | Pfeil                                      |                         |
| Hindenburg bis 1918: Groß Friedrichsgraben I  |                         |  | Piplin                                     | Timberhafen             |
| Kaymen                                        | Kaimen                  |  | Popelken                                   | Markthausen             |
| Klein Baum bis 1931 auch: Rosenberg           |                         |  | Reikeninken                                | Reiken                  |
| Klein Naujock, Forst bis 1902: Pöppeln, Forst | Erlenwald               |  | Scharlack                                  |                         |
| Kotta, Forst                                  | Liebenfelde, Forst      |  | Schmerberg                                 |                         |
| Kurisches Haff                                |                         |  | Spannegeln                                 |                         |
| Lablacken                                     |                         |  | Sternberg bis 1931: Alt bzw. Neu Sternberg |                         |
| Laukischken                                   |                         |  | Tawellningken                              | Tawellenbruch           |
| Lauknen                                       | Großes Moosbruch        |  | Uszballen 1938–1938: Uschballen            | Mühlenau                |
| Legitten                                      |                         |  | Wanghusen bis 1929 auch: Greiben           |                         |

## Gemeinden
Der Kreis Labiau umfasste am 1. Januar 1938 die Stadt Labiau und 141 weitere Gemeinden:
| - Abschruten - Agilla - Alt Gertlauken - Alt Heidendorf - Alt Kirschnabeck - Alt Sussemilken - Auerfelde - Auerwalde - Bartuszen - Berszgirren - Bielauken - Bittehnen - Bittkallen - Blöcken - Bothenen - Burgsdorf - Danielshöfen - Dedawe - Domharthenen - Duhnau - Eichenberg - Escherninken - Florlauken - Florweg - Friedrichsburg - Geduhnlauken - Geidlauken - Gilge - Goltzhausen | - Groß Baum - Droosden - Groß Elxnupönen - Groß Ischdaggen - Groß Kallkeninken - Groß Kirschnakeim - Legitten - Groß Pöppeln - Reikeninken - Groß Rudlauken - Groß Steindorf - Hagenwalde - Herzfelde (Ostpr.) - Hindenburg - Jorksdorf - Juwendt - Kadgiehnen - Kallweninken - Kampken - Kapstücken - Kaymen - Kelladden - Kermuschienen - Klein Baum - Klein Kallkeninken - Klein Sittkeim - Klein Steindorf - Klewienen - Korehlen | - Krakau - Kreuzweg - Labagienen - Labiau, Stadt - Lablacken - Lankeninken - Lappienen - Laukischken - Lauknen - Lauschen - Leiszen - Lethenen - Lindenau - Lucknojen - Ludendorff - Luschninken - Marienbruch - Mehlauken - Mehlawischken - Mettkeim - Minchenwalde - Moritten - Nautzken - Nemonien - Neuwiese - Obscherninken - Paaringen - Packalwen - Pannaugen | - Panzerlauken - Pareyken - Paschwentschen - Paschwirgsten - Patilschen - Peldschen - Perdollen - Peremtienen - Permauern - Petricken - Piplin - Plattupönen - Plicken - Pogarblauken - Popelken - Poßritten - Pronitten - Pustlauken - Rinderort - Rogainen - Rüdlauken - Schakaulack - Schallgirren - Scharlack - Schaudienen - Schelecken - Schillgallen - Schmilgienen - Schulkeim | - Schwirgslauken - Seegershöfen - Sellwethen - Senseln - Sergitten - Serpentienen - Sielkeim - Skieslauken - Spannegeln - Stellienen - Stenken - Szallgirren - Szanzell - Szargillen - Szerszantinnen - Theut - Thiemsdorf - Timber - Treinlauken - Uszballen - Wachsnicken - Wanghusen - Wartenburg - Wilkowischken - Willmanns - Wittgirren |

Im Kreis lagen außerdem die sieben gemeindefreien Gutsbezirke Forst Klein Naujock, Kurisches Haff, Forst Mehlauken, Moosbruch, Forst Pfeil, Forst Sternberg und Forst
Tawellningken.
Vor 1945 aufgelöste Gemeinden
| - Alexen, am 12. Februar 1926 zu Mehlauken - Alt Pawlauken, 1888 zu Mehlauken - Alt Pustlauken, am 1. Oktober 1935 zu Pustlauken - Alt Rinderort, am 30. September 1928 zu Rinderort - Ant-Alexen, am 5. Juli 1922 zu Mehlauken - Augstagirren, am 30. September 1928 zu Groß Baum - Auxkallen, am 1. Januar 1938 zu Kallweninken - Berschgirren, am 1. April 1938 zu Groß Baum - Bescharwen, am 1. Januar 1938 zu Kallweninken - Bielken, am 1. April 1939 zu Berghöfen - Borehlen, 1893 zu Uszballen - Dwielen, am 1. Januar 1929 zu Groß Rudlauken - Friedlacken, am 30. September 1928 zu Groß Legitten - Friedrichsmühle, am 1. April 1939 zu Liebenfelde - Geduhnlauken, am 1. April 1938 zu Auerfelde - Greiben, am 29. Januar 1912 zu Thiemsdorf - Groß Bärwalde, am 30. September 1928 zu Friedrichsburg - Groß Karklienen, 1897 zu Schaudienen - Groß Sittkeim, am 30. September 1928 zu Stenken - Groß Steindorf, am 1. April 1940 zu Steindorf - Heidendorf, am 1. April 1939 zu Ludendorff - Kallweninken b. Mehlauken, 1893 zu Kallweninken - Kallweninken b. Spannegeln, 1893 zu Kallweninken - Kallweninken bei Labiau, am 30. September 1928 zu Szanzell - Kermuschienen, am 1. April 1938 zu Schmilgienen - Klein Bärwalde, am 30. September 1928 zu Groß Pöppeln - Klein Kirschnakeim, am 30. September 1928 zu Szanzell | - Klein Reikeninken, am 30. September 1928 zu Groß Reikeninken - Klein Sittkeim, am 1. April 1939 zu Lindenau - Klein Steindorf, am 1. April 1940 zu Steindorf - Kleinkalkfelde, am 1. April 1939 zu Kalkfelde - Kreuzberg, am 1. April 1939 zu Weißenbruch - Kunzenrode, am 1. April 1939 zu Liebenfelde - Kupstienen, am 15. Februar 1911 zum Gutsbezirk Mehlauken - Lankeninken b.Mehlauken, 1893 zu Lankeninken - Lankeninken b Spannegeln, 1893 zu Lankeninken - Lauschen, am 1. April 1938 zu Herzfelde - Mauschern, am 16. Oktober 1909 zum Gutsbezirk Nemonien - Möwenort, am 1. April 1939 zu Ludendorff - Needau, am 30. September 1928 zu Schakaulack - Neu Bärwalde, am 30. September 1928 zu Goltzhausen - Neu Pustlauken, am 1. Oktober 1935 zu Pustlauken - Neu Rinderort, am 30. September 1928 zu Rinderort - Neu Schaudienen, 1897 zu Schaudienen - Paschwirgsten, am 1. April 1938 zu Schmilgienen - Rudlauken bei Mehlauken, am 30. September 1928 zu Florlauken - Schallgirren, am 1. April 1939 zu Escherninken - Schmallenberg, am 14. März 1930 zu Piplin - Schwarzlauken, am 1. Juli 1931 zu Lappienen - Schwirgslauken, am 1. April 1938 zu Herzfelde - Seegershöfen, am 1. April 1939 zu Danielshöfen - Szerszantinnen, am 1. April 1938 zu Kelladden - Wilditten, am 30. September 1928 zu Bothenen - Wolfshof, am 1. April 1939 zu Weißenbruch |

## Ortsnamen
1938, vereinzelt auch schon in den Jahren davor, fanden im Kreis Labiau umfangreiche Änderungen von Ortsnamen statt. Das waren, da meist „nicht deutsch genug“, lautliche Angleichungen, Übersetzungen oder freie Erfindungen:
| - Abschruten → Ehlertsfelde - Agilla → Haffwerder - Alt Domharthenen → Domharthenen (1932) - Alt Heidendorf → Heidendorf - Alt Heidlauken → Wiepenheide - Alt Kirschnabeck → Kirschbeck - Alt Sussemilken → Friedrichsrode (Ostpr.) - Auxkallen → Ackerhof - Bartuszen → Bartuschen (1936) → Bartelshöfen (1938) - Berszgirren → Berschgirren (1936) → Birkenhöfen (1938) - Beszarwen → Bescharwen (1936) → Scharhöfen (1938) - Bielauken → Bielken - Bittehnen → Biehnendorf - Bittkallen → Bitterfelde - Budwallen → Budewald - Dedawe → Deimehöh - Domharthenen → Domhardtfelde - Dwielen → Meißnershof - Eszerningken → Escherningken (1936) → Gutfließ (1938) - Florlauken → Blumenfelde (Ostpr.) - Geduhnlauken → Geden - Geidlauken → Heiligenhain - Groß Elxnupönen → Erlenfließ - Groß Friedrichsgraben I → Hindenburg (1918) - Groß Friedrichsgraben II → Ludendorff (1918) - Groß Ischdaggen → Rodenwalde (Ostpr.) - Groß Kallkeninken → Groß Kalkfelde - Groß Kirschnakeim → Kirschkeim - Groß Reikeninken → Reiken - Groß Rudlauken → Rotenfeld - Groß Stumbragirren → Auerwalde (1929) - Jourlauken → Kleinkreuzweg - Juwendt → Möwenort - Kallweninken → Hügelort - Kaymen → Kaimen - Kelladden → Waldwinkel (Ostpr.) - Kermuschienen → Forstreutershof - Klein Elxnupönen → Kleinerlenfließ - Klein Kallkeninken → Kleinkalkfelde - Klein Kirschnakeim → Kleinschanzkrug - Klein Naujock → Erlenwald - Klein Reikeninken → Kleinreiken - Klewienen → Seegershöfen - Kreutzweg → Kreuzweg - Kupstienen → Moorfelde - Labagienen → Haffwinkel - Lankeninken → Langenheim - Lappienen → Daudertshöfen - Lauknen → Hohenbruch (Ostpr.) - Lauszen → Lauschen (1936) → Brachhöfen - Leiszen → Leischen (1936) → Hirschdorf (1938) - Lucknojen → Neuenrode - Luschninken → Friedrichsmühle - Mauschern → Kleinlangendorf - Mehlauken → Liebenfelde (Ostpr.) | - Mehlathal → Liebenhof - Mehlawischken → Liebenort - Minchenwalde → Lindenhorst - Nemonien → Elchwerder - Neu Domharthenen → Kleindomhardtfelde - Neu Kirschnabeck → Kleinhirschdorf - Neu Sussemilken → Neu Friedrichsrode - Obscherninken → Dachsfelde - Packalwen → Berghöfen - Paggarszwienen → Paggarschwienen (1936) → Krauseneck (1938) - Pannaugen → Habichtswalde - Panzerlauken → Panzerfelde - Paringen → Paaringen - Pareyken → Goldberg (Ostpr.) - Paschwentschen → Wittenrode - Paschwirgsten → Bünden - Patilszen → Patilschen (1936) → Kunzenrode (1938) - Peldszen → Peldschen (1936) → Deimemünde (1938) - Permauern → Mauern (Ostpr.) - Petricken → Welmdeich - Petruschkehmen → Kleinburgsdorf - Piplin → Timberhafen - Plattupönen → Breitflur - Plompen → Heiligenfließ - Pogarblauken → Pogarben - Popelken → Markthausen - Pustlauken → Hallenau - Rogainen → Hornfelde - Rudflorlauken → Kleinblumenfelde - Rudlauken → Göbelshof - Schaltischledimmen → Neuwiese - Schaudienen → Kornhöfen - Schelecken → Schlicken - Schetricken → Wiepenheide - Schillgallen → Heiderode - Schlepecken → Kleinpronitten - Schmilgienen → Kornfelde (Ostpr.) - Schwarzlauken → Kleindaudertshöfen - Schwirgslauken → Herzfelde (Ostpr.) - Serpentienen → Beerendorf (Ostpr.) - Skieslauken → Mörnersfelde - Skroblienen → Hagenwalde (1929) - Skrusdienen → Steinrode - Stellienen → Deimetal - Szallgirren → Schallgirren (1936) → Schliebenwalde (1938) - Szanzell → Schanzell (1936) → Schanzkrug (1938) - Szargillen → Schargillen (1936) → Eichenrode (1938) - Tawellningken → Tawellenbruch - Treinlauken → Kreuzberg - Uszballen → Uschballen (1936) → Mühlenau (1938) - Uszkampen → Uschkampen (1936) → Kleinmarkthausen (1938) - Wilkowischken → Wolfshof - Wittgirren → Weißenbruch |

## Persönlichkeiten
- Colmar von der Goltz (1843–1916), Generalfeldmarschall, Militärhistoriker
- Anna Neander, Pfarrersfrau aus Laukischken, bekannt als Ännchen von Tharau
- Arthur Daehnke (1872–1932), Amtsrichter in Mehlauken und Offizier, der „Große Prophet“
- Bruno Huguenin (1880–1964), Jurist im Genossenschaftswesen
- Ida Altmann (1862–1935), Gewerkschafterin und Akteurin der proletarischen Frauenbewegung.